# Raoul Follereau
Raoul Follereau (Nevers, 17 agosto 1903 – Parigi, 6 dicembre 1977) è stato un giornalista, filantropo e poeta francese.
È stato l'ispiratore dell'Associazione italiana amici di Raoul Follereau che dal 1961 aiuta e difende i diritti dei malati di lebbra in tutto il mondo.

## Biografia

### I primi anni
Raoul Follereau nacque a Nevers, in Francia, da una ricca famiglia di industriali.
Nel 1918 incontra Madeleine Boudou, con cui si sposerà. Studiava diritto e filosofia, si faceva notare per le sue profonde convinzioni cattoliche, ma anche come poeta, giornalista e conferenziere.

### Il safari
Nel 1935 seguendo, per interesse personale e come inviato speciale del giornale La Nation, le orme del missionario Charles de Foucauld, durante un safari in Africa, il giovane e promettente giornalista Follereau viene a contatto per la prima volta con la terribile realtà dei lebbrosi. La jeep con la quale viaggiava è costretta a fermarsi presso uno stagno: in quel momento dal fitto della foresta emergono i lebbrosi, dai visi impauriti e dai corpi distrutti e rovinati dalla malattia, con un disperato bisogno di cibo.
Questo incontro cambia la sua vita.
Scioccato da ciò che ha visto Follereau ritorna in Francia per fare qualcosa per quei "sepolti vivi", per coloro che chiama la "sottospecie umana condannata senza appello e senza amnistia".

### L'attività durante la guerra
Quando Follereau torna in Francia l'Europa precipita nella catastrofe della Seconda guerra mondiale: quando Hitler entra a Parigi la polizia nazista comincia a rastrellare intellettuali e politici invisi al regime. Tra questi vi è anche Follereau che negli anni precedenti aveva attaccato il regime nazista scrivendo una serie di articoli con titoli quali "Hitler, l'Anticristo". Il soldato Follereau si rifugia così, come faranno in quel periodo molti degli uomini che costituiranno la resistenza francese, in un convento di suore alla periferia di Lione.
Sempre nel 1939 Madre Eugenia Ravasio, superiora generale delle Suore Missionarie di Nostra Signora degli Apostoli, si era recata in un'isoletta nella laguna di Abidjan, in Costa d'Avorio: il cimitero dei lebbrosi dello stato africano. Sconvolta da quella visione suor Eugenia Ravasio, tornata in Francia, si sfoga con Follereau, a cui confida di voler aiutare quella povera gente, magari costruendo a Abidjan una città, con case ed ospedali. Follereau decide allora cosa fare: esce dal convento, parte per una serie di conferenze in tutta la Francia, denunciando le condizioni dei lebbrosi e chiedendo fondi a chi è disposto a dargli una mano. Nel 1942, in piena guerra, lancia l'iniziativa di solidarietà L'ora dei poveri. Follereau continua la sua "crociata" nei duri anni successivi, mentre la guerra infuria.

### In giro per il globo
Nel 1946 lancia il Natale del Padre de Foucauld e fonda L'Ordine della Carità che diverrà in seguito la Fondazione Raoul Follereau.
Nel 1953 con i soldi raccolti nei suoi giri di conferenze viene finalmente inaugurata ad Adzopé (Costa d'Avorio) la città dei lebbrosi con laboratori, radio, cinema, e tante piccole case al limitare della foresta. I primi malati escono così dall'emarginazione in cui da secoli erano tenuti, molti altri li seguiranno.
Rendendosi conto che la realtà dei lebbrosi del mondo è molto maggiore di quella vista a Adzopé Follereau decide di compiere il giro del mondo, per la prima ma non ultima volta nella sua vita. Dall'Africa all'Asia, passando per le isole dell'Oceano indiano, in tre anni Raoul si rende conto di quanto sia enorme e terribile il problema dei lebbrosi a livello mondiale:
(Raoul Follereau)
Tornato in Francia, grida al mondo la rabbia e lo sdegno che lo pervadono: inizia così a tenere conferenze, manifestando la sua ira su giornali e libri; contemporaneamente compie l'equivalente di ben trentuno volte il giro del mondo per raccogliere fondi per curare i malati di lebbra. Nascono altre iniziative, come la "giornata del lebbroso", i "soccorsi urgenti" e la "scarpetta del lebbroso", che ogni bambino può mettere al camino sotto Natale.

### La denuncia sociale
Rendendosi conto che questa malattia non sarà mai vinta fino a quando milioni di persone saranno colpite dalla povertà, dallo sfruttamento, dalla guerra, allarga il discorso a quelle che lui chiamava le "altre lebbre": l'indifferenza, l'egoismo, l'ingiustizia.
Scrive ai capi di Stato, propone lo sciopero dell'egoismo, denuncia, senza riguardi per nessuno, l'ingiustizia e l'ipocrisia in altre decine di scritti e altre migliaia di conferenze. Promuove nel 1954 la Giornata mondiale dei malati di lebbra, celebrata tuttora in 150 paesi.
Tra il 1964 e il 1969 anima la campagna "il costo di un giorno di guerra per la pace", rivolta all'ONU, a cui aderiscono 4 milioni di giovani in 125 paesi. Chiede invano ai leader di USA e URSS di donare i soldi che spendono in una giornata della guerra in Vietnam, o ancora quelli che spendono per costruire un bombardiere.
Nel 1963, per il suo sessantesimo compleanno, chiede sessanta autoambulanze per i lebbrosi del mondo, ottenendone 104.

### La morte

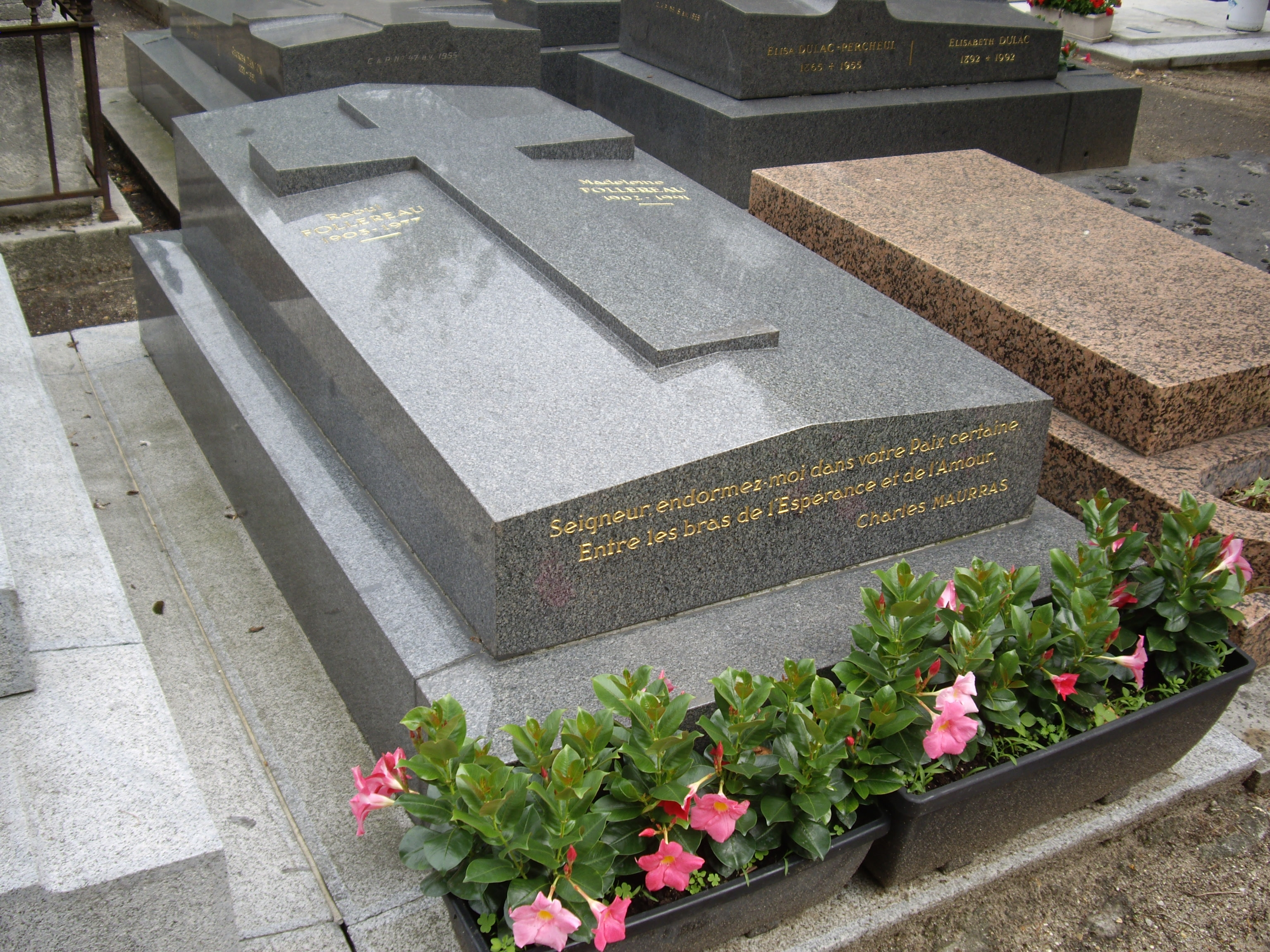
Tomba.

Raoul Follereau muore il 6 dicembre 1977 a Parigi: nella sua lunga attività in favore dei lebbrosi è riuscito a guarirne circa un milione, ha percorso due milioni di chilometri e raccolto e distribuito ai malati milioni di dollari.
Gli insegnamenti e l'esempio, attraverso il suo stesso linguaggio, sono riproposti nei numerosi libri che ha scritto, il più famoso dei quali è Le livre d'amour, pubblicato nel 1920 quando l'autore aveva solo 17 anni, diffuso in 10 milioni di copie e tradotto in 35 lingue.
La sua opera continua a vivere e rinnovarsi nel lavoro di decine di organizzazioni che portano il suo nome.
In Italia, l'opera di Raoul Follereau a favore dei malati di lebbra e del Sud del Mondo è continuata dall'AIFO - Associazione italiana amici di Raoul Follereau.
Le spoglie di Follereau sono state inumate nel Cimitero d'Auteuil.